# Florent Tortosa
Florent Tortosa est un joueur français de basket-ball né à Montpellier le 3 septembre 1989. Il évolue au poste d'ailier.

## Biographie
Entre 2014 et 2017, il joue avec l'ADA Blois Basket. Arrivé en tant que pigiste médical, il est finalement conservé par le club blésois. En 2016, étant capitaine de cette équipe, ils sont sacrés champions de France de NM1 et accèdent à la Pro B. Il quitte le club en 2017 pour Lille.
Lors de l'année 2016-2017, Florent a réalisé son record de carrière lors du match de la dernière journée du championnat de Pro B face à la JAVCM : il a totalisé 29 points, 7 tirs à 3 points et 33 d'évaluation pour 34 minutes de jeu.
Il revient au Saint-Vallier Basket Drôme en 2020, après y avoir démarré sa carrière professionnelle et passé trois ans (2010-2013). Il est à nouveau champion de France de NM1 en 2021 et retrouve la Pro B.

## Clubs successifs
- 2008 - 2010 :  Hyères-Toulon Var Basket (Pro A)
- 2010 - 2013 :  Saint-Vallier Basket Drôme (Pro B)
- 2013 - 2014 :  Champagne Châlons Reims Basket (Pro B)
- 2014 - 2015 : 
  -  ALM Évreux Basket (Pro B)
  -  ADA Blois (NM1)
- 2015 - 2017  :  ADA Blois (NM1 puis Pro B)
- 2017 - 2019 :  Lille Métropole Basket (Pro B)
- 2019 - 2020 :  ALM Évreux Basket (Pro B)
- 2020 - 2024 :  Saint-Vallier Basket Drôme (NM1 puis Pro B puis NM1)
- Depuis 2024 :  Saint-Vallier Basket Drôme 2 (NM2)